# Municipio Tijuana
Koordinaten: 32° 30′ N, 117° 0′ W
Tijuana ist ein Municipio im mexikanischen Bundesstaat Baja California mit 1.559.683 Einwohnern (2010). Das Municipio bedeckt eine Fläche von ca. 1236 km². Verwaltungssitz und mit Abstand größte Stadt des Municipios ist Tijuana. Das Municipio-Motto lautet Aquí empieza la patria („Die Heimat beginnt hier“).

## Geographie
Das Municipio Tijuana befindet sich im äußersten Nordwesten des Bundesstaates Baja California und damit der ganzen Landes. Zum Municipio Tijuana zählen auch einige Inseln wie die Islas Coronado. Auf bis zu 1200 m Höhe gelegen zählt es zur Gänze zur physiographischen Provinz der Halbinsel Niederkalifornien sowie zur hydrographischen Region Baja California Noroeste. Geologisch setzt sich das Municipio aus etwa 45 % Extrusivgestein zusammen, davon ca. 39 % andesitischer Tuff, bei gut 16 % Sedimentgestein, gut 8 % Intrusivgestein, gut 6 % Alluvionen und knapp 2 % Metamorphiten. Vorherrschende Bodentypen sind der Leptosol (58 %) und der Vertisol (11 %). Gut die Hälfte des Municipios ist von Gestrüpplandschaft bedeckt, mehr als 20 % sind bebaut, etwa 9 % werden ackerbaulich genutzt.

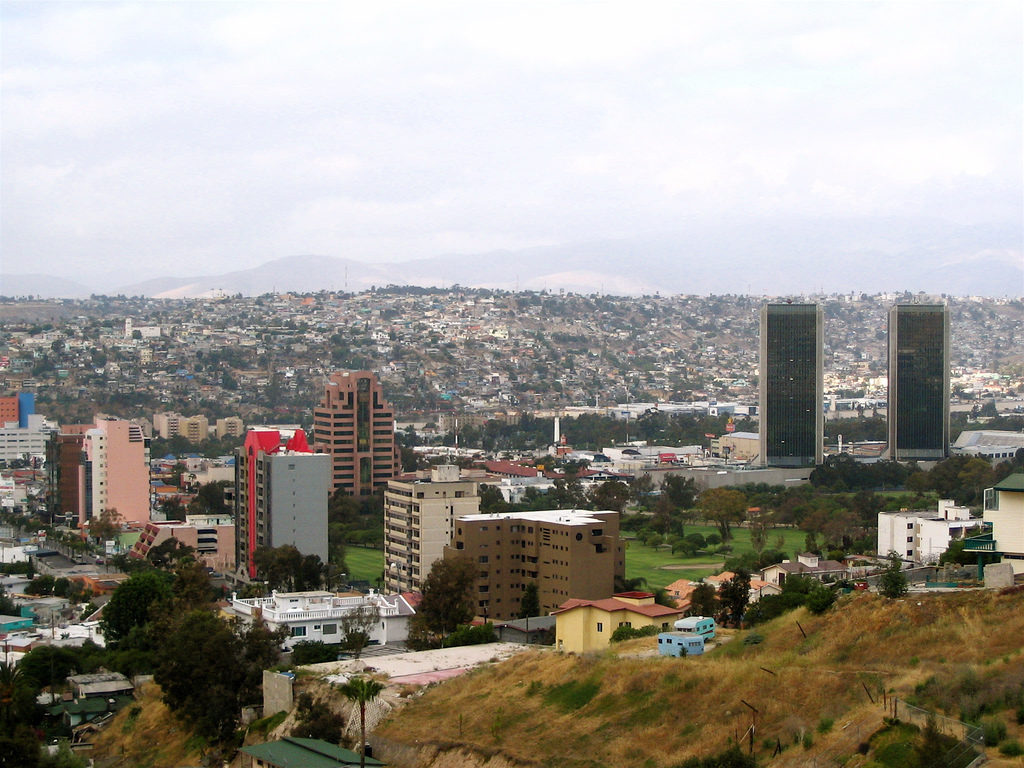
Tijuana-Stadt

Es grenzt im Osten ans Municipio Tecate, im Süden ans Municipio Ensenada, im Südwesten an Playas de Rosarito, im Nordwesten an den Pazifischen Ozean und im Norden an den US-Bundesstaat Kalifornien.

## Bevölkerung
Das Municipio zählt laut Zensus 2010 1.559.683 Einwohner in etwa 420.000 Wohneinheiten. Davon wurden 12.124 Personen als Sprecher einer indigenen Sprache registriert, darunter 3.781 Sprecher des Mixtekischen und 1.217 Sprecher des Nahuatl. Etwa 2 % der Bevölkerung waren Analphabeten. 696.907 Einwohner wurden als Erwerbspersonen registriert, wovon ca. 63 % Männer bzw. 5,3 % arbeitslos waren. 3,5 % der Bevölkerung lebten in extremer Armut.

## Orte
Das Municipio Tijuana umfasst 536 bewohnte localidades, von denen 16 vom INEGI als urban klassifiziert sind. Neun Orte wiesen beim Zensus 2010 eine Einwohnerzahl von über 10.000 auf, weitere 16 Orte hatten zumindest 1000 Einwohner, mehr als 450 Orte weniger als 100 Einwohner. Die größten Orte sind:
| Ort                         | Einwohner |
| Tijuana                     | 1.300.983 |
| El Refugio                  | 0.036.400 |
| Pórticos de San Antonio     | 0.034.234 |
| La Joya                     | 0.026.860 |
| Terrazas del Valle          | 0.020.421 |
| Villa del Prado 2da Sección | 0.018.226 |
| Las Delicias                | 0.015.486 |
| Villa del Campo             | 0.013.906 |
| Villa del Prado             | 0.012.303 |
| El Niño                     | 0.008.999 |
| San Luis                    | 0.008.571 |
| Maclovio Rojas              | 0.007.279 |
| Quinta del Cedro            | 0.005.704 |
| Parajes del Valle           | 0.003.595 |
| Lomas del Valle             | 0.003.352 |
| Los Valles                  | 0.003.135 |
| Ejido Javier Rojo Gómez     | 0.002.408 |
| Hacienda los Venados        | 0.002.096 |